# 錢諾萊克斯 (密蘇里州)
錢諾萊克斯（英語：Chain-O-Lakes）是位於美國密蘇里州巴里縣的村。

## 人口
根據2020年美國人口普查的數據，錢諾萊克斯的面積為0.22平方千米，皆為陸地。當地共有人口106人，而人口密度為每平方千米482人。